# Филатов, Анатолий Васильевич
Анато́лий Васи́льевич Фила́тов (28 мая 1935, Елец, Орловская область, РСФСР, СССР — 25 июля 2015, Москва, СССР) — советский и российский металлург, генеральный директор Норильского горно-металлургического комбината имени А. П. Завенягина (1988—1996), первый генеральный директор концерна «Норильский никель» (1989—1996). Депутат Совета Федерации I созыва (1993—1996). Герой Социалистического Труда (1985).

## Биография
Родился в городе Ельце Орловской (с 1954 года — Липецкой области). В 1957 году окончил Московский институт тонкой химической технологии им. М. В. Ломоносова, после чего работал на никелевом заводе Норильского горно-металлургического комбината (НГМК): мастер, начальник цеха, главный инженер, в 1973—1976 гг. — директор завода. В 1976 году назначен главным инженером НГМК, а 1988 году на конференции трудового коллектива избран его генеральным директором. Член КПСС в 1965—1991 гг.
В ноябре 1989 года по инициативе Филатова, одобренной Советом Министров СССР основные предприятия по добыче и переработке никеля, кобальта и платины были выведены из-под управления Министерства металлургии СССР и объединены в концерн, головным предприятием в котором стал норильский комбинат. Кроме него в состав концерна вошли также комбинаты Североникель (Мурманская область), Печенганикель (Мурманская область), Красноярский завод ОЦМ, Оленегорский механический завод и институт Гипроникель. Руководителем концерна стал сам Филатов, при этом он сохранил полномочия директора НГМК.
В июне 1993 года концерн был акционирован и преобразован в «Российское акционерное общество по производству драгоценных и цветных металлов „Норильский никель“» (РАО «Норильский никель»). Контрольный пакет акций на первых порах был закреплён в государственной собственности, а Филатов решением правительства был утверждён в должности президента — председателя совета директоров РАО «Норильский никель».
12 декабря 1993 года избран депутатом Совета Федерации I созыва, был членом комитета по бюджету, финансовому, валютному и кредитному регулированию, денежной эмиссии, налоговой политике и таможенному регулированию.
В ноябре 1995 года контрольный пакет акций РАО «Норильский никель» на залоговом аукционе был продан банку ОНЭКСИМ, принадлежащему предпринимателям Владимиру Потанину и Михаилу Прохорову. С новыми собственниками Филатов не сработался и на первых порах успешно предпринимал меры по недопущению их к управлению компанией и комбинатом. В феврале 1996 года подал в отставку с поста директора комбината, однако после поддержки со стороны профсоюзов Норильска отказался от своего намерения. Конфликт с акционерами разрешился только в апреле 1996 года, когда правительство России окончательно встало на сторону ОНЭКСИМ-банка и уволило Филатова с постов президента и председателя совета директоров «Норильского никеля». Поначалу на его место был назначен другой представитель государства — 1-й заместитель председателя Роскомдрагмета Всеволод Генералов, однако уже через месяц обязанности председателя правления принял представитель ОНЭКСИМ-банка Александр Хлопонин.
После отставки руководил фирмой, оказывающей консультационные услуги в области обеспечения экологичности процесса добычи полезных ископаемых.
Имел жену и  двоих детей. Умер 25 июля 2015 года в Москве, похоронен на Ивановском кладбище в конце главной аллеи.

## Награды
- Герой Социалистического Труда (1985),
- орден «За заслуги перед Отечеством» III степени (1995)
- почётный гражданин города Норильска (1995)